# Terradillos de los Templarios

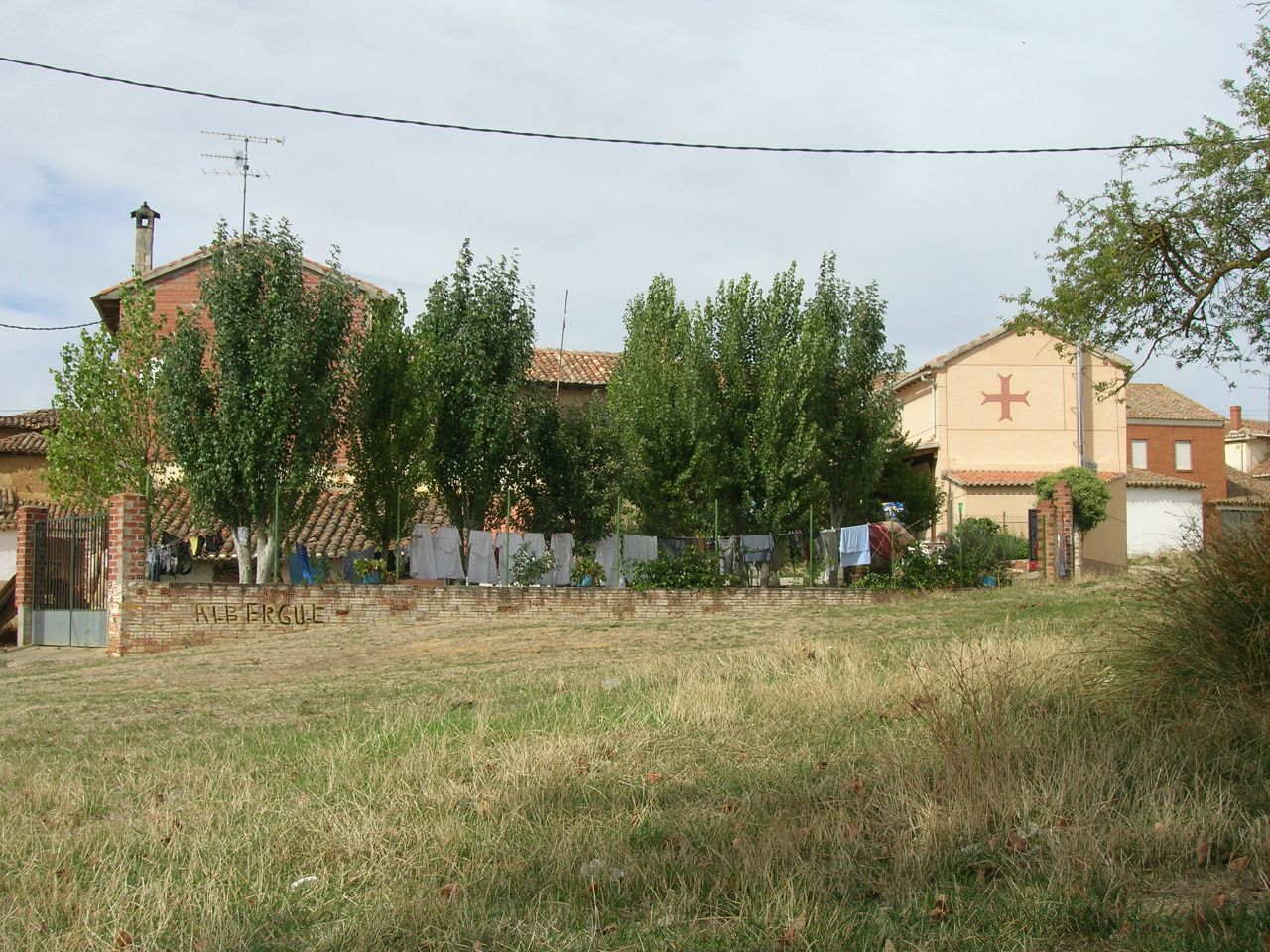
Pilgerherberge von Terradillos de los Templarios mit Templerkreuz

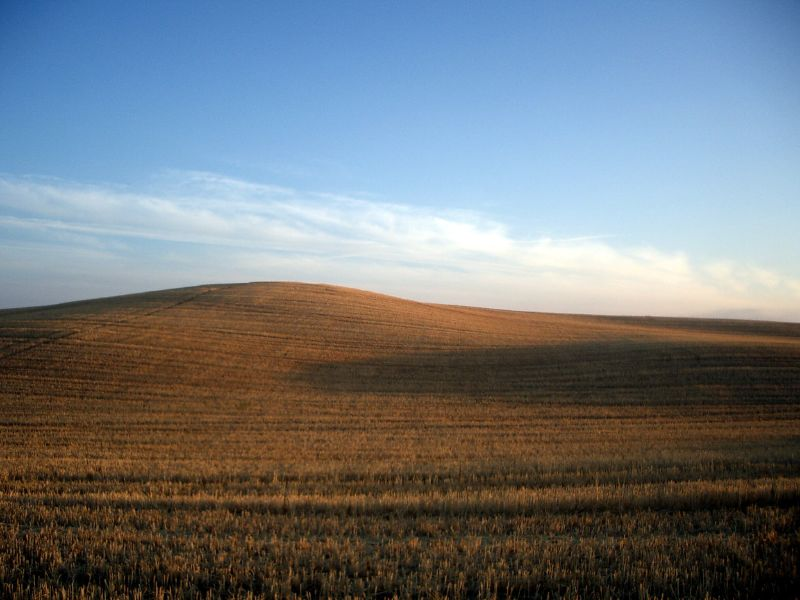
Meseta bei Terradillos de los Templarios

Terradillos de los Templarios ist ein Ort am Jakobsweg in der Provinz Palencia der Autonomen Gemeinschaft Kastilien und León. Er gehört zur Gemeinde Lagartos.

## Geografie
Das Dorf liegt in der Meseta auf einer kleinen Erhebung, was ihm den gleichbedeutenden Namen Terradillos einbrachte.

## Geschichte
Im 5. Jahrhundert soll es an dieser Stelle eine kleine römische Ansiedlung ohne größeren historischen Wert gegeben haben.
Im Mittelalter gehörte das Dorf dem Templerorden, der auch im 12. Jh. nahe dem Dorf unter dem Namen des heiligen Johannes ein Pilgerhospiz unterhielt. Der Jakobsweg selbst soll das Dorf nicht berührt haben, sondern 700 m südlich zwischen zwei nicht mehr existierenden Ansiedlungen verlaufen sein.

## Sehenswürdigkeiten
- Peterskirche (Iglesia parroquial de San Pedro) mit einer gotischen Christusfigur und einem einfachen Retabel aus der Vorgängerkirche. Die sitzende Figur des Kirchenpatrons wurde ins Museo Diocesano de Palencia überführt.

## Fiestas
- Patronatsfest: am 29. Juni
- San Isidro: am 15. Mai